# Onze-Lieve-Vrouwkerk (Onze-Lieve-Vrouw-Lombeek)

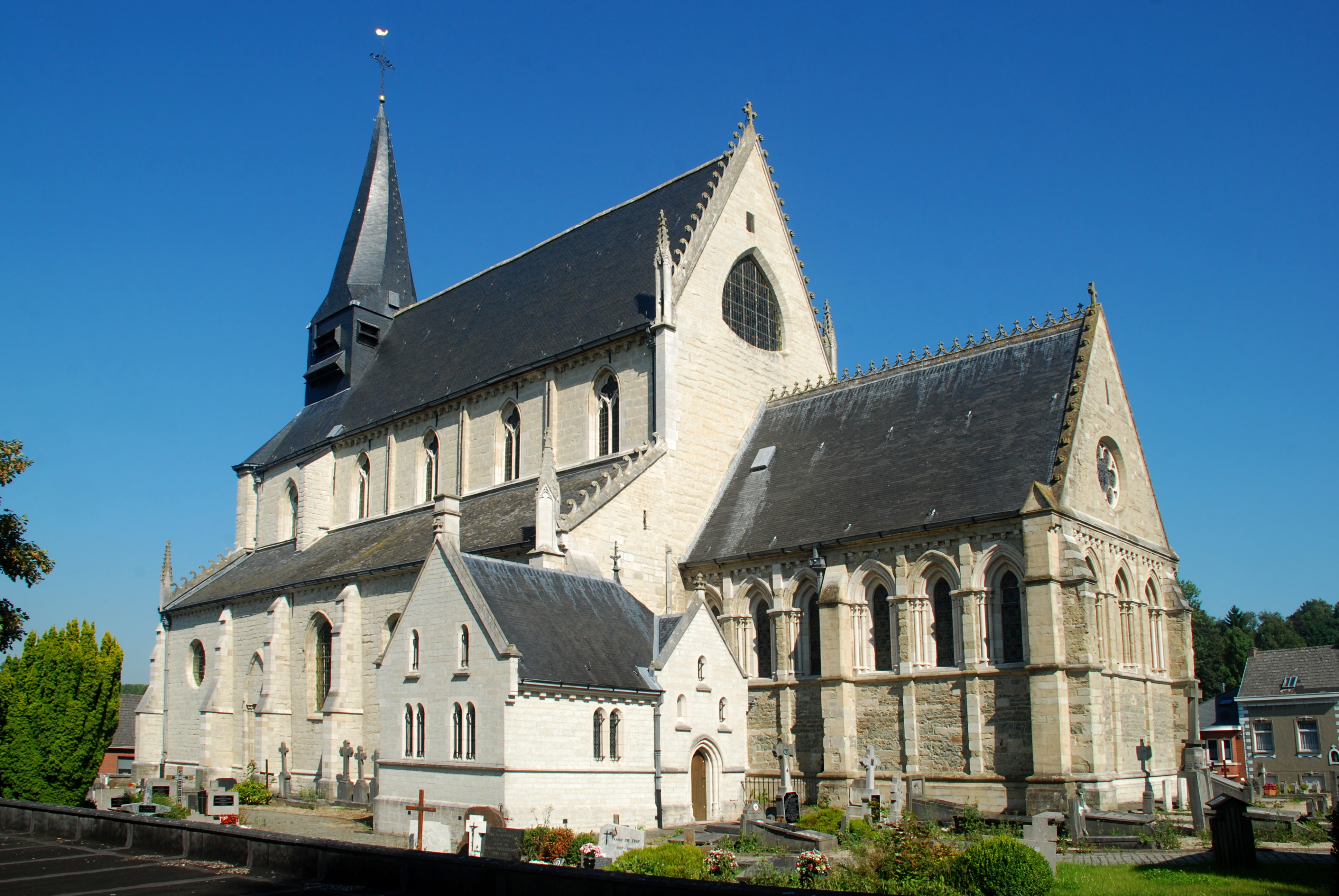
Onze-Lieve-Vrouwkerk

De Parochiekerk Onze-Lieve-Vrouw is een dertiende-eeuwse gotische kerk in Onze-Lieve-Vrouw-Lombeek (gemeente Roosdaal) en is onder andere vermaard omwille van het Mariaretabel.

## Historiek
De kerk was afhankelijk van de abdij van Nijvel. Sinds de dertiende eeuw is Onze-Lieve-Vrouw-Lombeek een belangrijk bedevaartsoord. In de late middeleeuwen zou het zelfs belangrijker worden dan deze van Halle en Alsemberg. Door de oorlogen en plundertochten van de tweede helft van de zeventiende eeuw werd Onze-Lieve-Vrouw-Lombeek bijna volledig vernietigd en verloor het bedevaartsoord veel van haar aantrekkingskracht. In de kerk bevinden zich ook enkele relikwieën van Sint-Hubertus, die in de zeventiende eeuw door de heer van Villers-Perwin aan de parochie werden geschonken. Daardoor trokken op 3 november, de feestdag van Sint-Hubertus, duizenden mensen met hun huisdier naar Lombeek. Daar werden de dieren vervolgens gebrandmerkt als remedie tegen hondsdolheid.
Het koor werd tijdens het tweede kwart van de dertiende eeuw opgericht en het schip werd gedurende het vierde kwart van de dertiende eeuw gebouwd. In de veertiende eeuw voegde men het noordportaal toe.
In 1938 werd de kerk als monument beschermd en in 2009 vastgesteld als bouwkundig erfgoed.
In 1903-1905 werd de kerk onder leiding van architect Veraert voor het eerst gerestaureerd: de koor- en schipgevels werden behandeld en ook de zuidsacristie die de afgebroken oostelijke met achttiende-eeuws uitzicht vervangt werd gerealiseerd. In 1944 volgde de restauratie van het interieur onder leiding van ingenieur C. Leurs en architect Veraert. Toen werd onder de bepleistering gedecapeerd en sommige kapitelen werden gereconstrueerd. Rond 1970 volgde een nieuwe restauratie onder leiding van architect A. De Mey en R.M. Lemaire van onder meer het noordportaal.

## Bouwhistorische beschrijving
De plattegrond van de kerk is deze van een vroeg-gotische basilicale kerk met driebeukig schip van vijf traveeën uitlopend op een smaller rechthoekig koor van twee brede traveeën. De kerk is gebouwd met ledezandsteen met sporadische vermenging van groenachtige lokale zandsteen. Opvallend is het vroeg-gotisch koor met laat-romaanse reminiscenties in de opstand. De noord- en zuidgevels op geprofileerde sokkels worden ingedeeld in twee brede traveeën door een steunbeer met afgeschuinde kop, hebben oplopende lisenen die als penanten fungeren voor de per drie gekoppelde spitsboogvensters. De lancetvensters met halfronde archivolten steunend op gekoppelde zuiltjes met krulkapiteel zijn verdiept en een geprofileerde druiplijst loopt langs de boogruggen en wordt opgevangen door imposten die de lisenen markeren evenals de omlopende waterlijsten ter hoogte van de onderdorpels.
In de oostpuntgevel gestut door op elkaar gestelde steunberen vinden we een gelijksoortige opstand terug. Het rondvenster heeft een ingeschreven zespas in de top en het aandek kent een groteske versiering. De vroegere gotische spitsboogdeur, die fungeerde als zuidtoegang in de eerste westtravee, is thans verborgen door de sacristie.
Onder zadeldak vinden we de hogere middenbeuk terwijl de zijbeuken zich onder lessenaarsdaken bevinden. De uitgewerkte oostpuntgevel met aandak en hogelversiering is gestut door finalen en heeft een afgerond driehoekig venster met recenter ijzeren harnas. In de oostzijbeukgevels wijzen schuine bouwnaden op een vroegere breuk.  De hoge bovenmuren van de middenbeuk zijn geritmeerd door lisenen die de kroonlijst schragen samen met de kraagstenen met diere- en maskerkoppen. De spitsboogvensters zijn hier afgelijnd met een torus aan de dagkant.
De zijbeukgevels worden gestabiliseerd door steunberen met driedubbele versnijding uit de tweede helft van de veertiende eeuw. In de zestiende eeuw werden de oorspronkelijke rondvensters met ingeschreven zespas vervangen door hoge spitsboogvensters. Het noordportaal springt uit onder een haaks zadeldak en werd in het midden van de veertiende eeuw gerealiseerd. Het spitsboogportaal met beloop geprofileerd op halfzuiltjes heeft verweerde verweerde gehistoriseerde kapitelen en semi-polygonale sokkels. Een tweelichtvenster is in de door finalen geflankeerde top aanwezig evenals een boogfries met driepasmotief in de oost- en westgevel. Deze laatste is boven het centraal gedeelte verstevigd door een zware steunbeer. Een oorspronkelijk geplande traptoren werd vervangen door een vrij gedrongen leien dakruiter met ingesnoerde spits. Het barokke portaal in de westgevel dateert uit de achttiende eeuw.

### Galerij

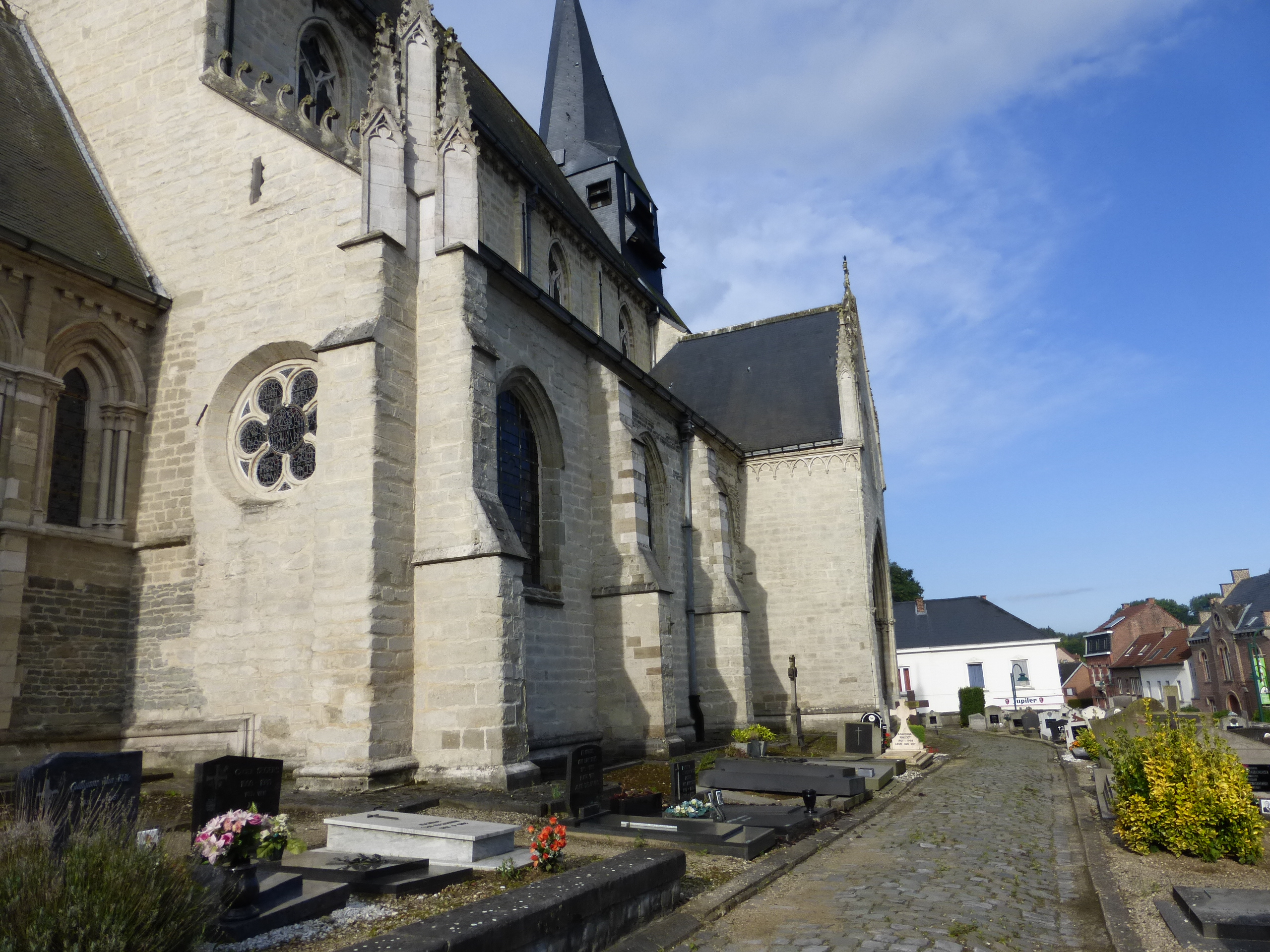
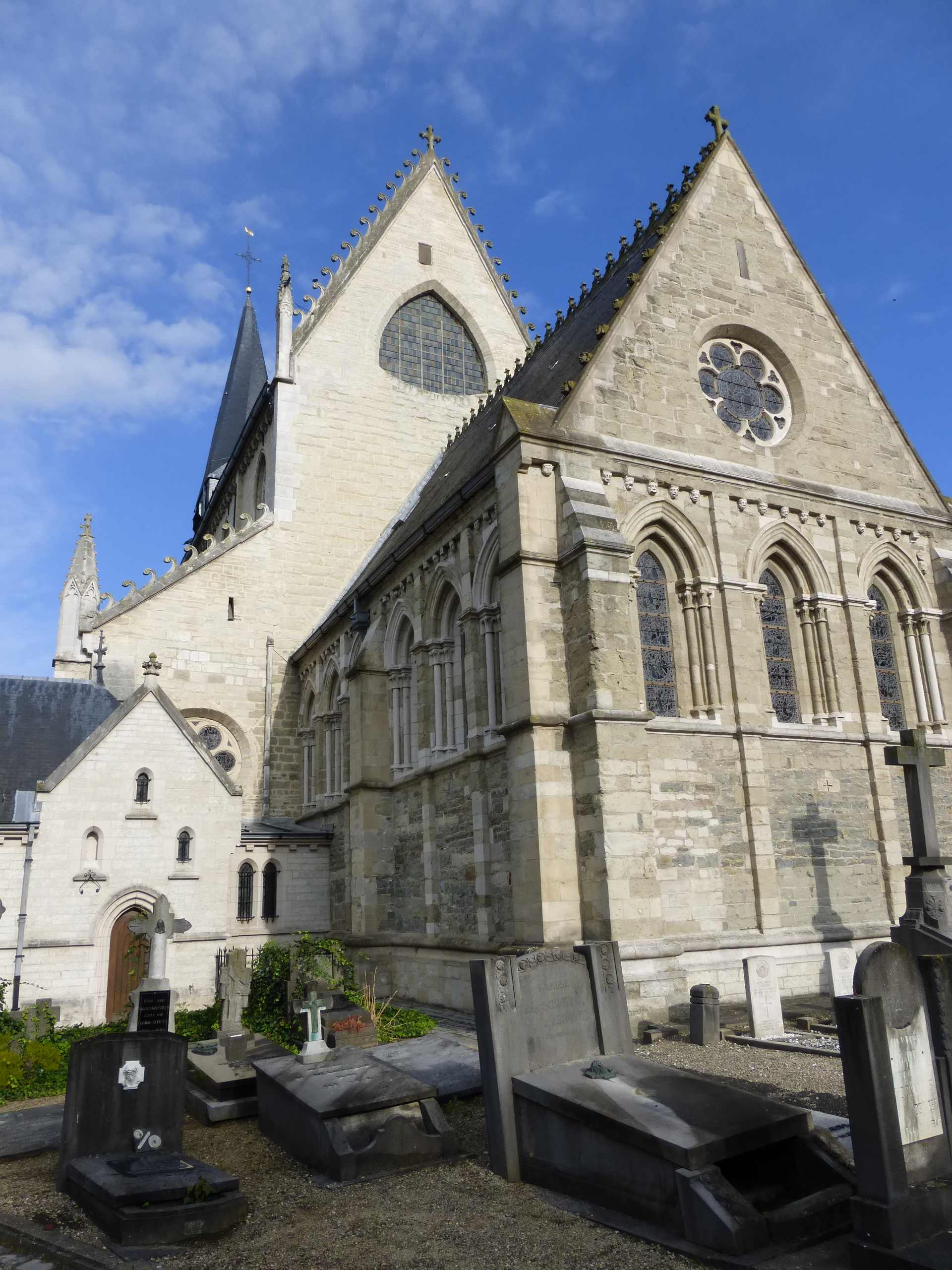
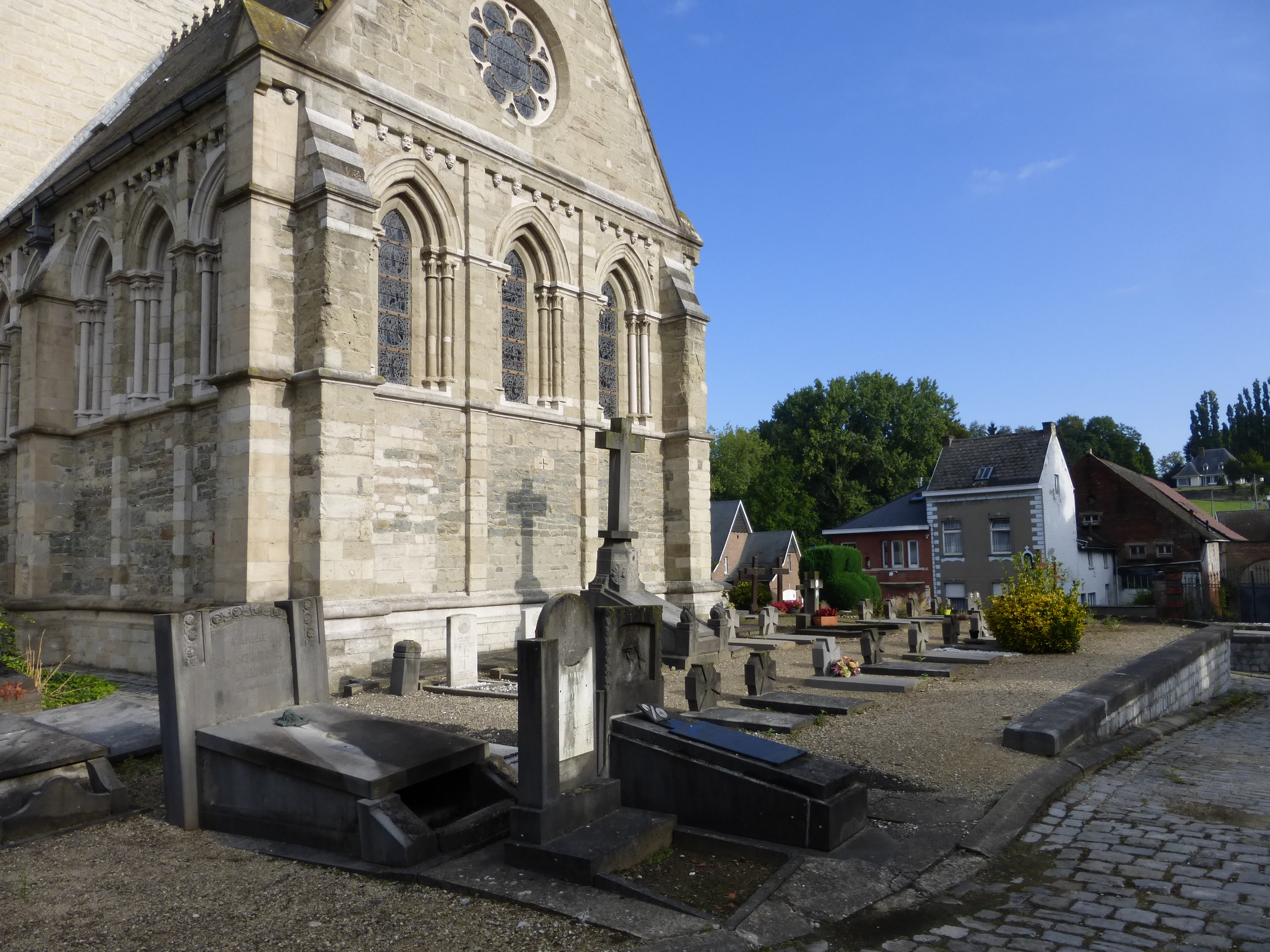
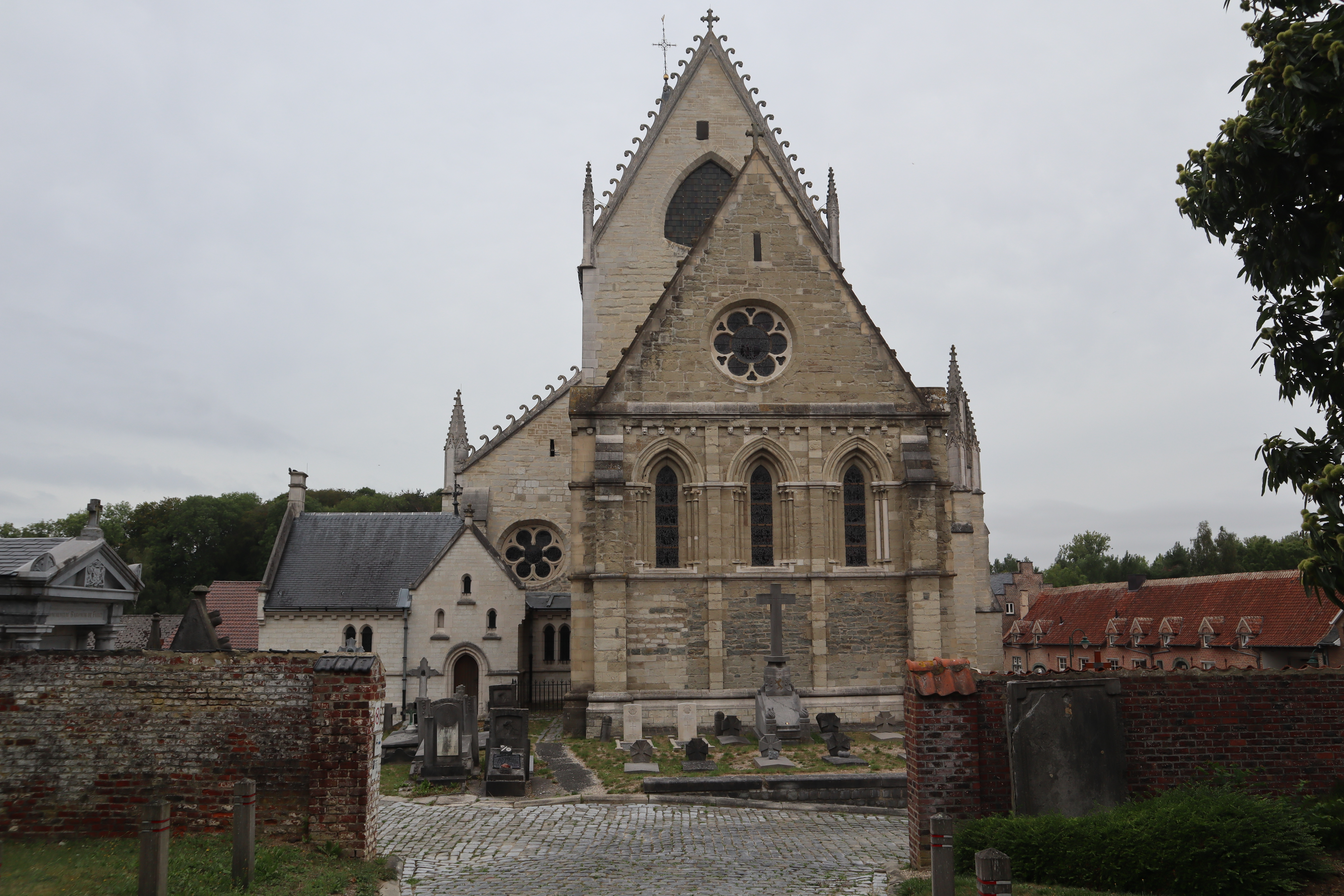
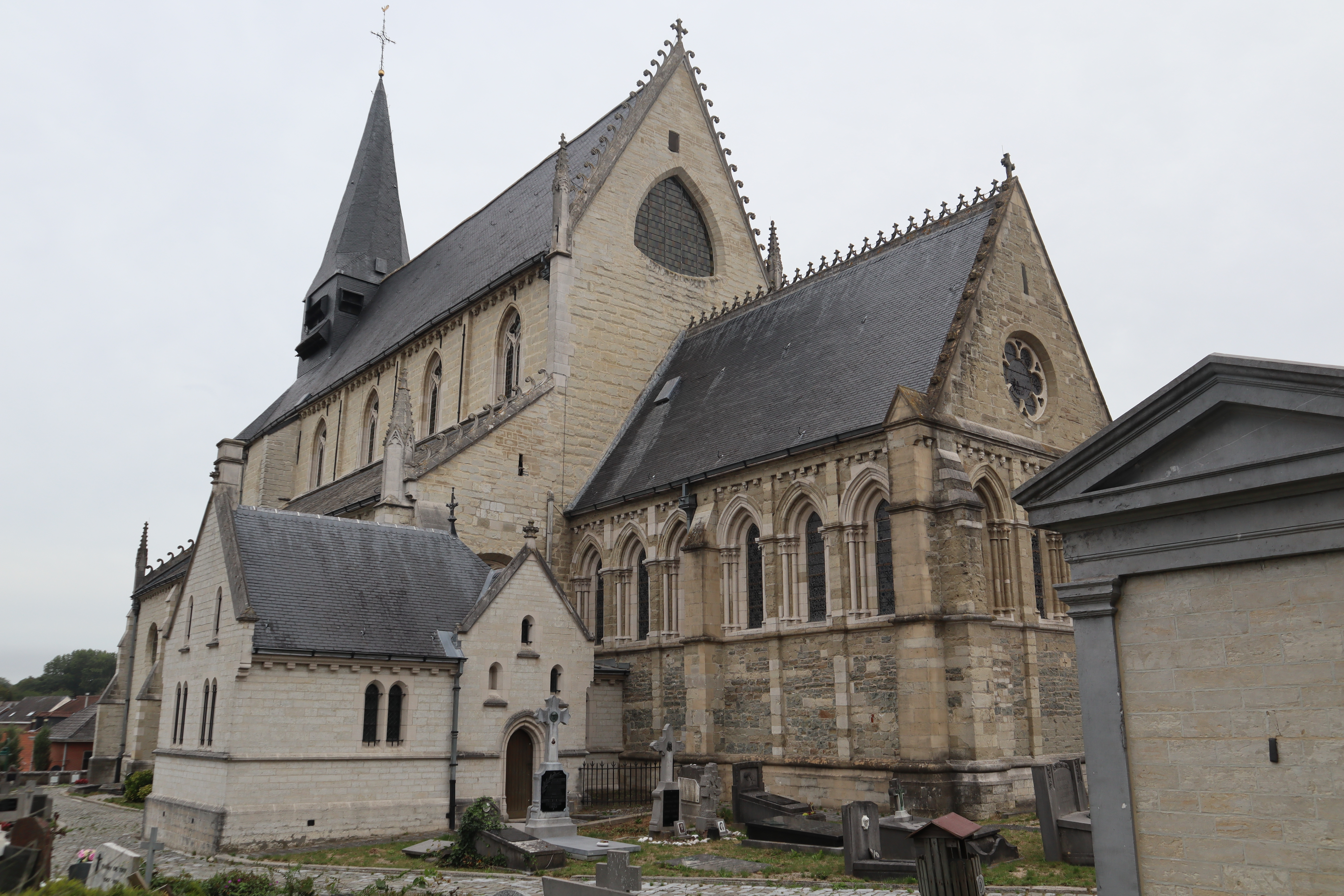
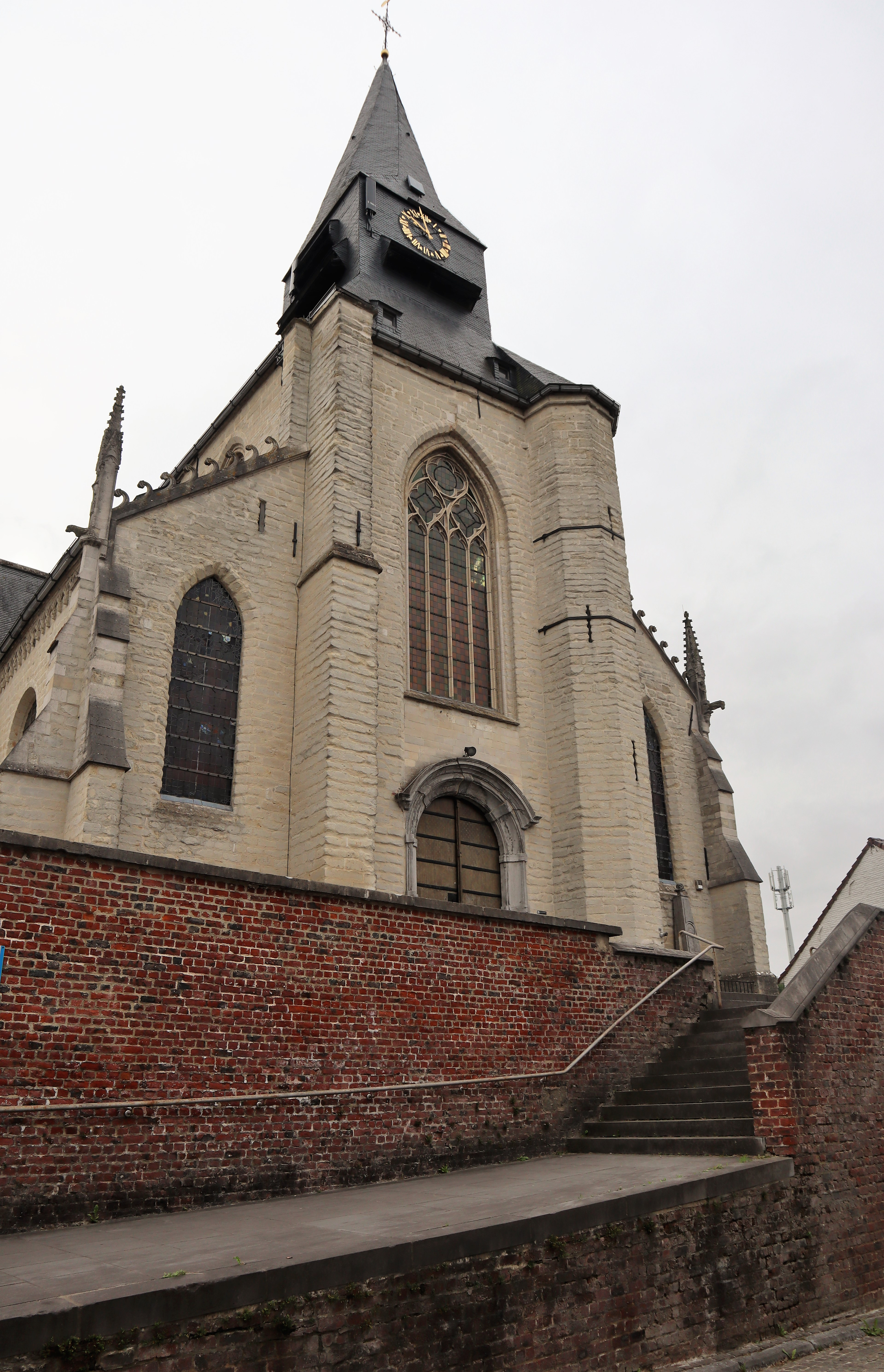
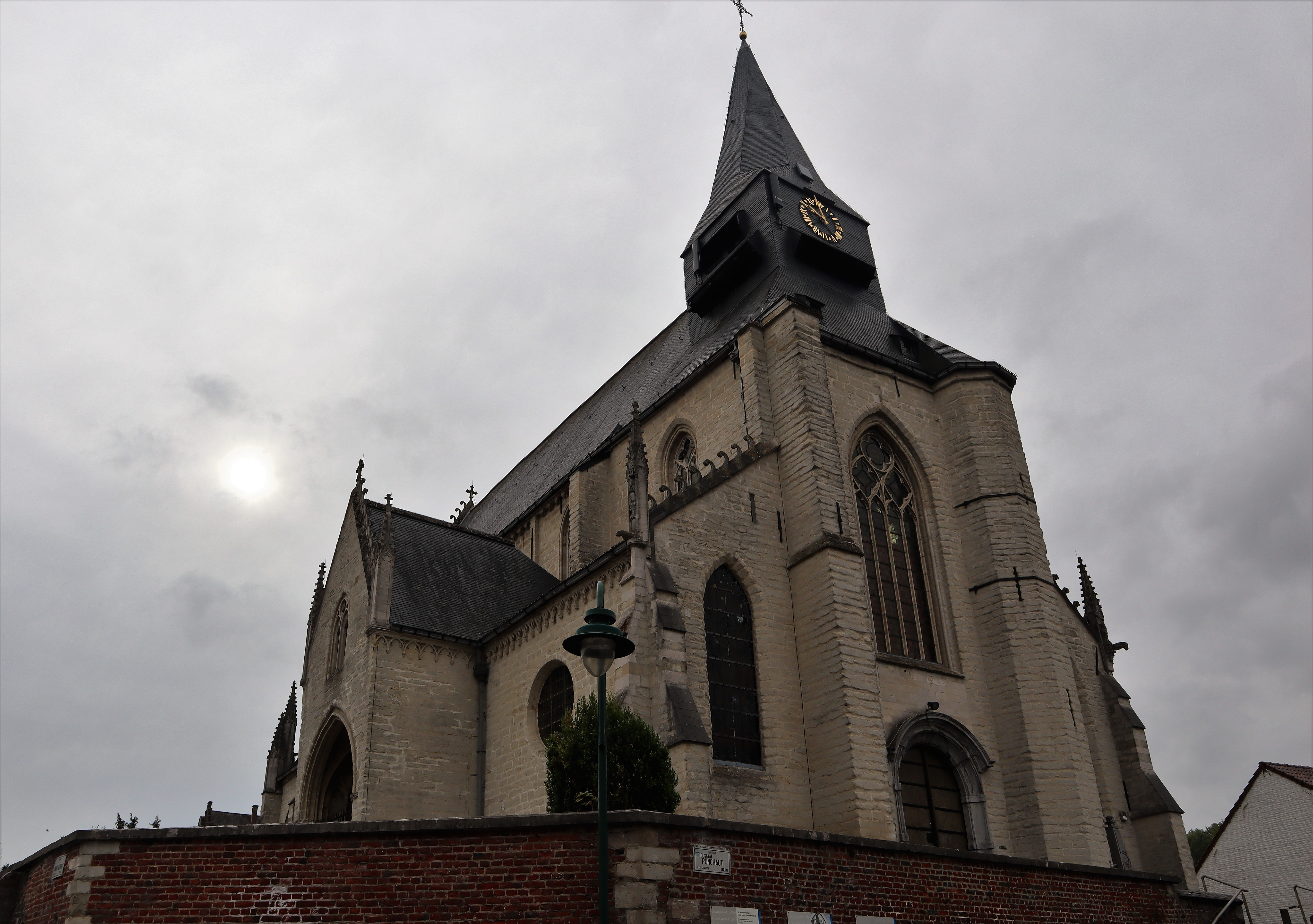
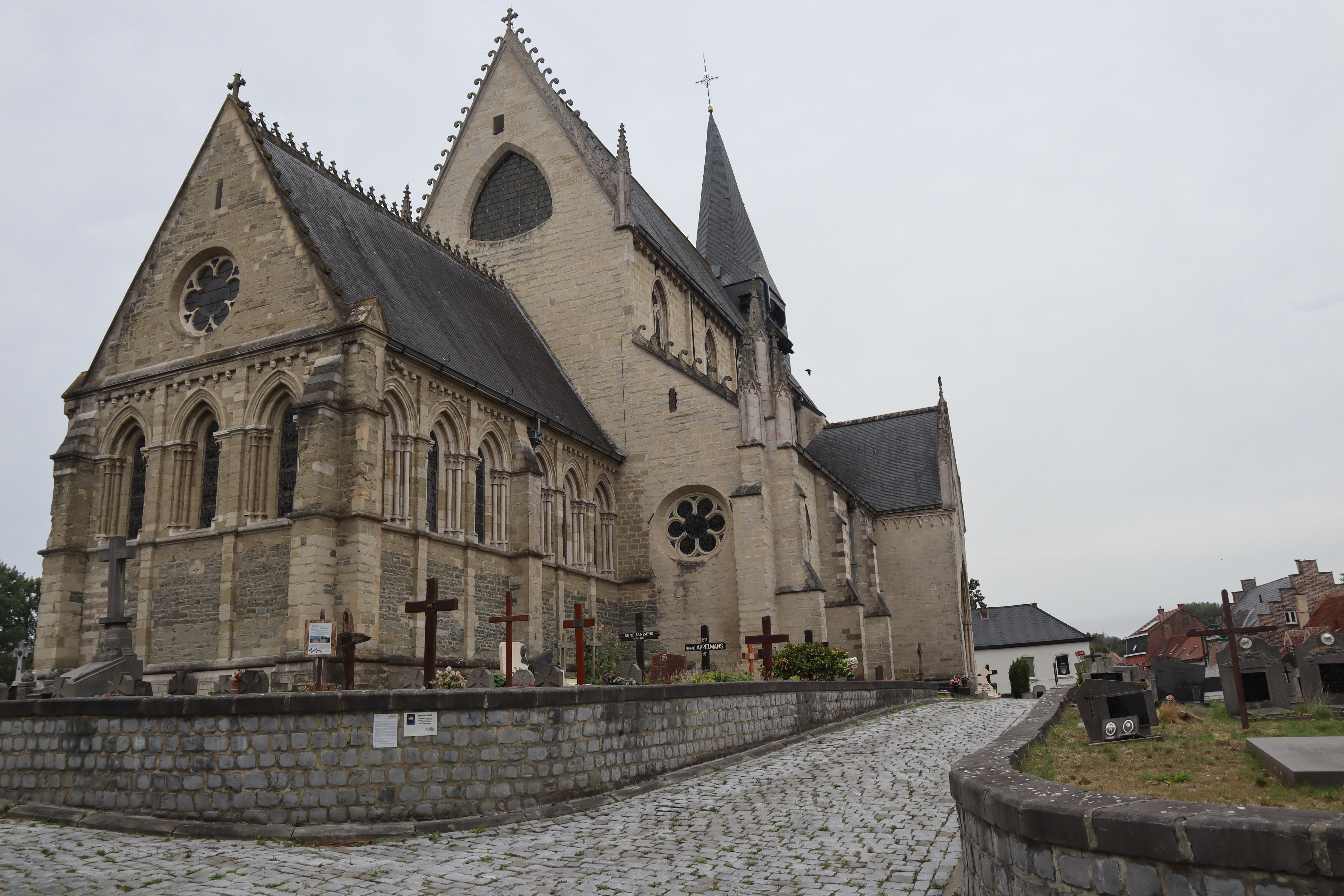
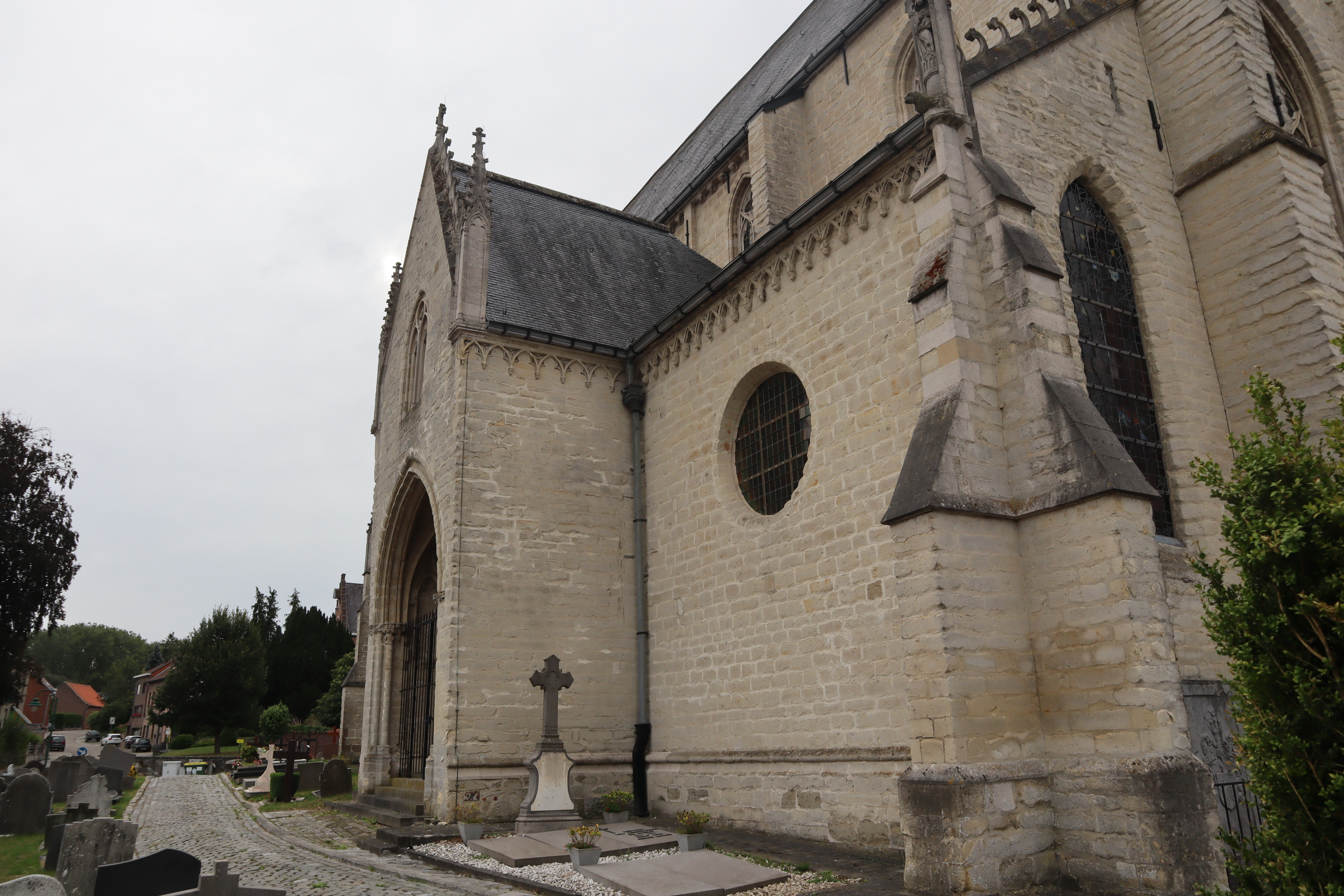

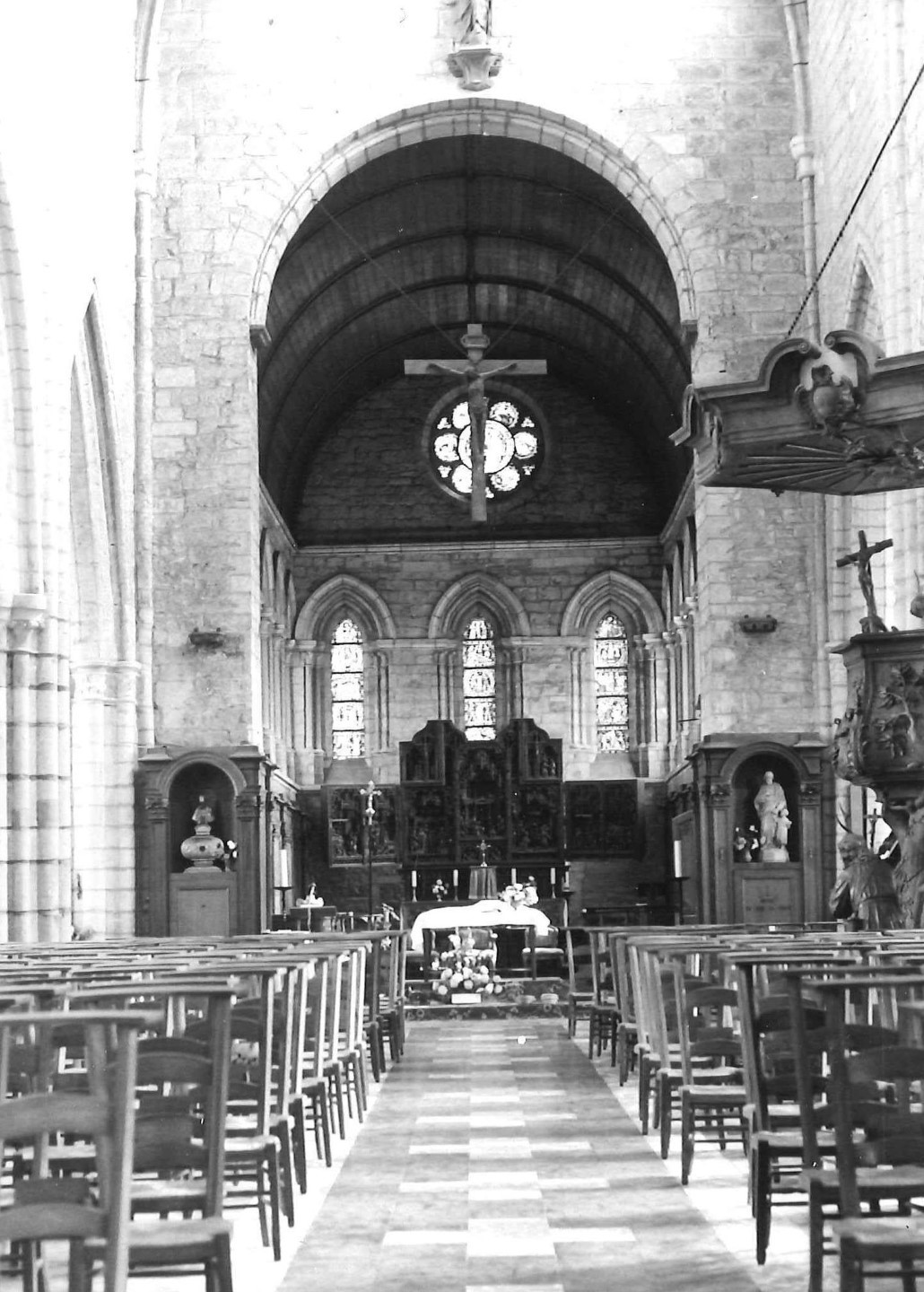
Kerkschip

In tegenstelling tot het homogene aanzicht van de buitenarchitectuur is het interieur heterogeen van beeld. De opstand van het koor volgt evenwel deze van de gevels maar heeft bredere penanten.  Tegen het oorspronkelijk gebinte uit het vierde kwart van de dertiende eeuw werd een tongewelf met houten bebording aangebracht. De aanwezige bouwnaden in de oostbeukwand zouden wijzen op een ouder, korter driebeukig schip, dat samen met koor zou behoren tot de vroeg-gotische architectuur van de Denderschool. Het huidige, vijftig jaar later gebouwde schip, werd ruimer opgevat qua lengte en breedte en heeft gebundelde pijlers met deels weggehakte kapitelen onder de spitsbogen tussen midden- en zijbeuken en een hoger oplopende gebundelde halfzuiltjes waarop aanvankelijk de hoofdbalken van het houten gebinte steunden. Deze structuur werd ontworpen in functie van een stenen overwelving die niet werd uitgevoerd. Huidige overkluizing dateert uit het vierde kwart van de achttiende eeuw. De zijbeuken hebben een gelijksoortige structuur waren oorspronkelijk ook slechts afgedekt met een houten tongewelf waarvan het gebinte bewaard bleef. De stenen overkluizing met uitgewerkte sluitstenen is terug te leiden naar het vierde kwart van de veertiende eeuw.
Het voorheen gedichte noordportaal heeft een bijzonder rijke architectonische versiering: het zandstenen kruisribgewelf op geprofileerde hoekpijlers met kapiteel en een gepolychromeerde boogfries met bladmotieven als omlijsting voor de spitsboogdeur aan de kerkzijde.

### Interieur
De classicistisch getinte laatbarokke bepleistering en rijke stoffering dateren uit 1771. In het koor bevindt zich het Mariaretabel. Maar ook het gotisch Onze-Lieve-Vrouwebeeld ter hoogte van het wandaltaar daterend uit de veertiende eeuw, een gotische calvarie van rond circa 1500 en verschillend laat-gotische en barokke beelden uit 16de en achttiende eeuw zijn het vermelden waard. Het classicistisch meubilair kent onder meer een preekstoel in Louis XV-stijl uit het midden van Laurent Delvaux uit 1756, biechtstoelen en lambrisering die in 1772 door Livinus Maes, Egidius Hohman en Duray werden vervaardigd, koorbanken en houtwerk van het koor met ingewerkte grisailleschilderijen. De communiebanken werden in 1923-24 door Vandecapelle gemaakt.

#### Goynautorgel
In de kerk bevindt zich een barok orgel gebouwd door Jean-Baptiste Goynaut, i.s.m. meubelmaker Christian Bogaert en meester schrijnwerker Jacobus De Coninck in 1753. Het is een opmerkelijk instrument met een sobere monumentaliteit. Nieuw voor de tijd was de bekroning van het meubel met een uurwerk. Het orgel werd in 1857 gerestaureerd door Anneessens en in 1973 door Loncke.

### Rond de kerk
Het kerkgebouw is ommuurd en is omringd door een kerkhof dat verder is uitgebreid naar een begraafplaats. Op het kerkhof is onder andere een grafkruis uit 1724 aanwezig en het indrukwekkende neoclassicistische grafteken voor E.H. Benedictus Vonck daterend uit 1808.

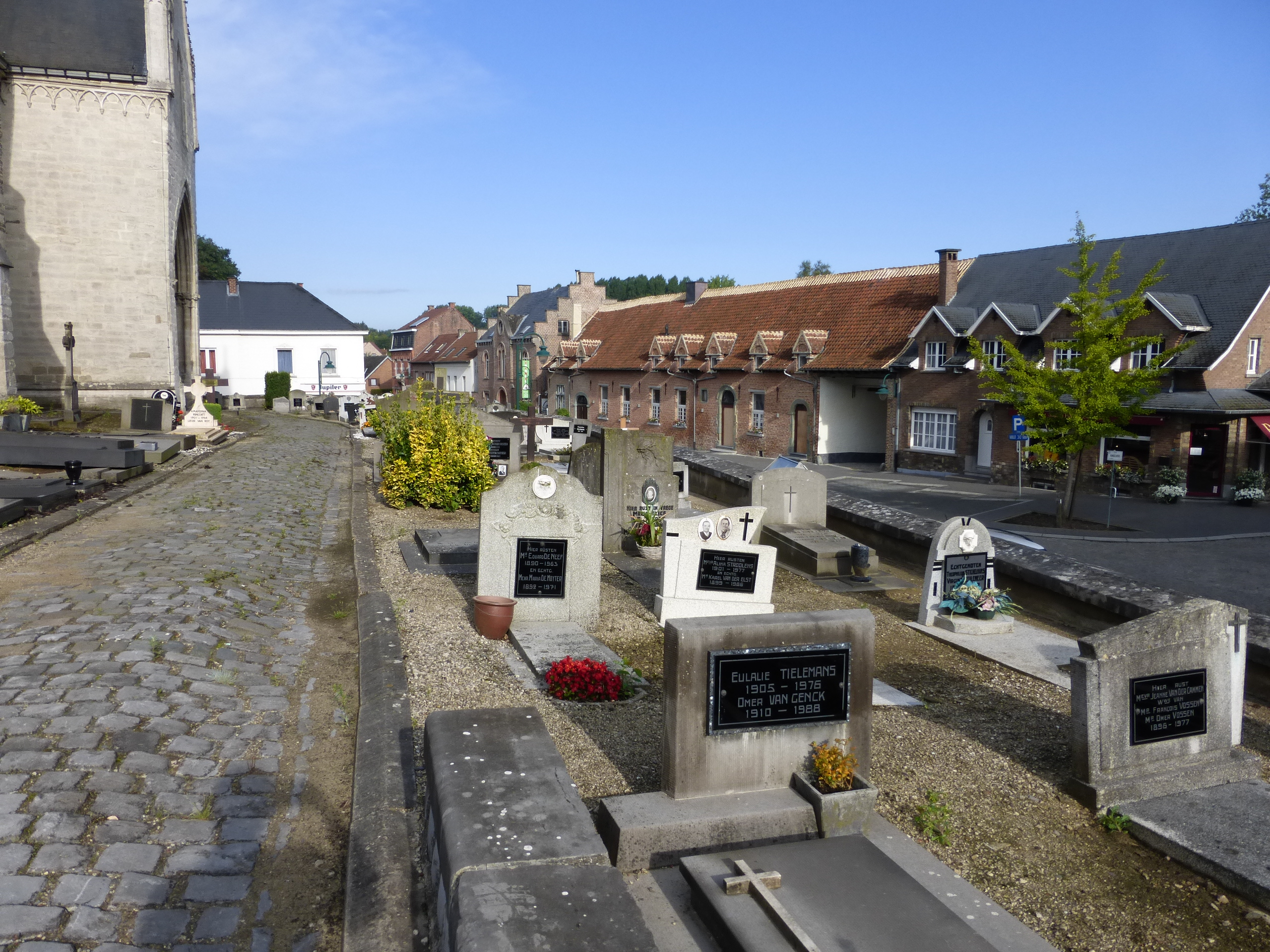
Het kerkhof
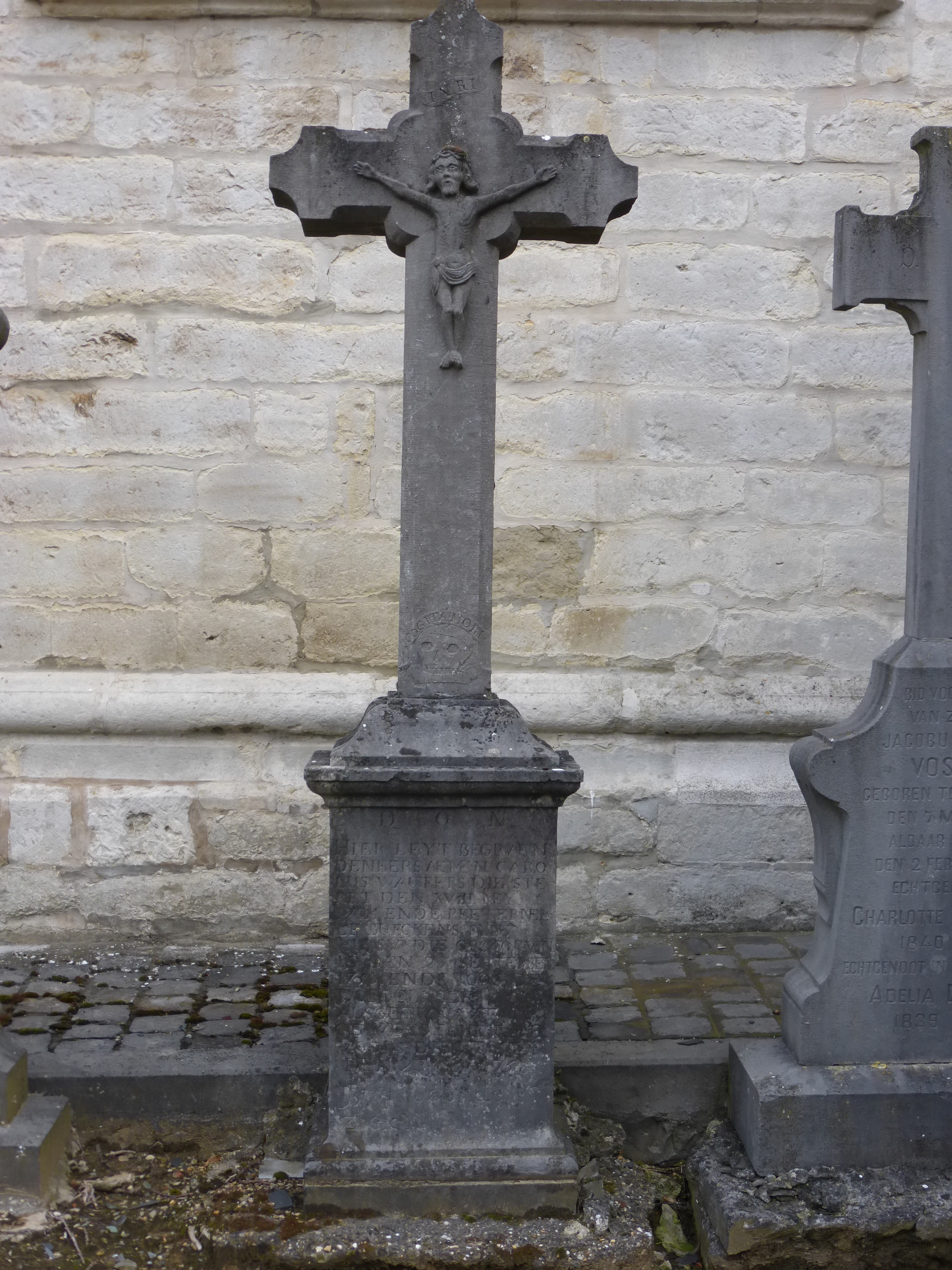
Het grafkruis
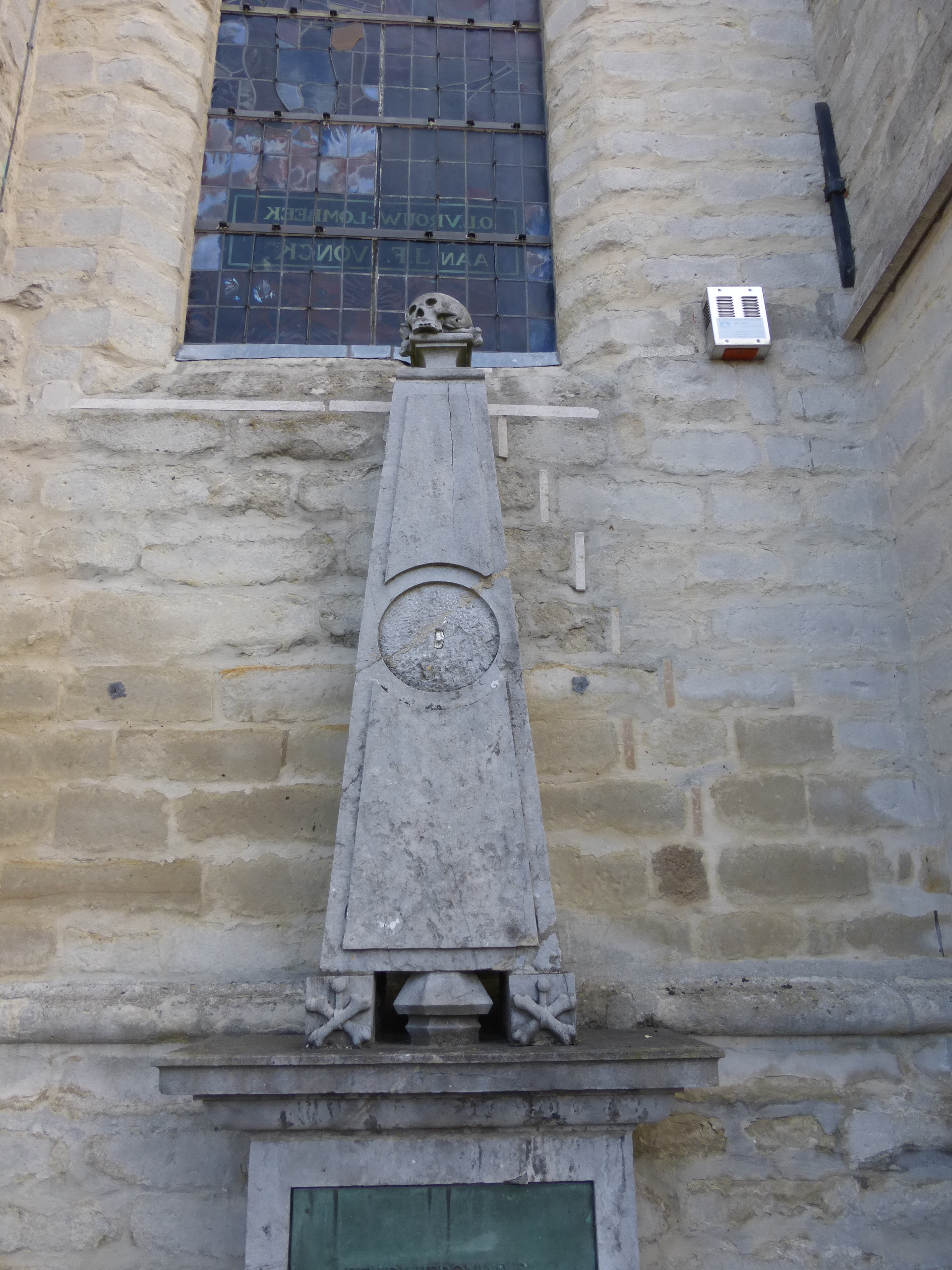
Het grafmonument
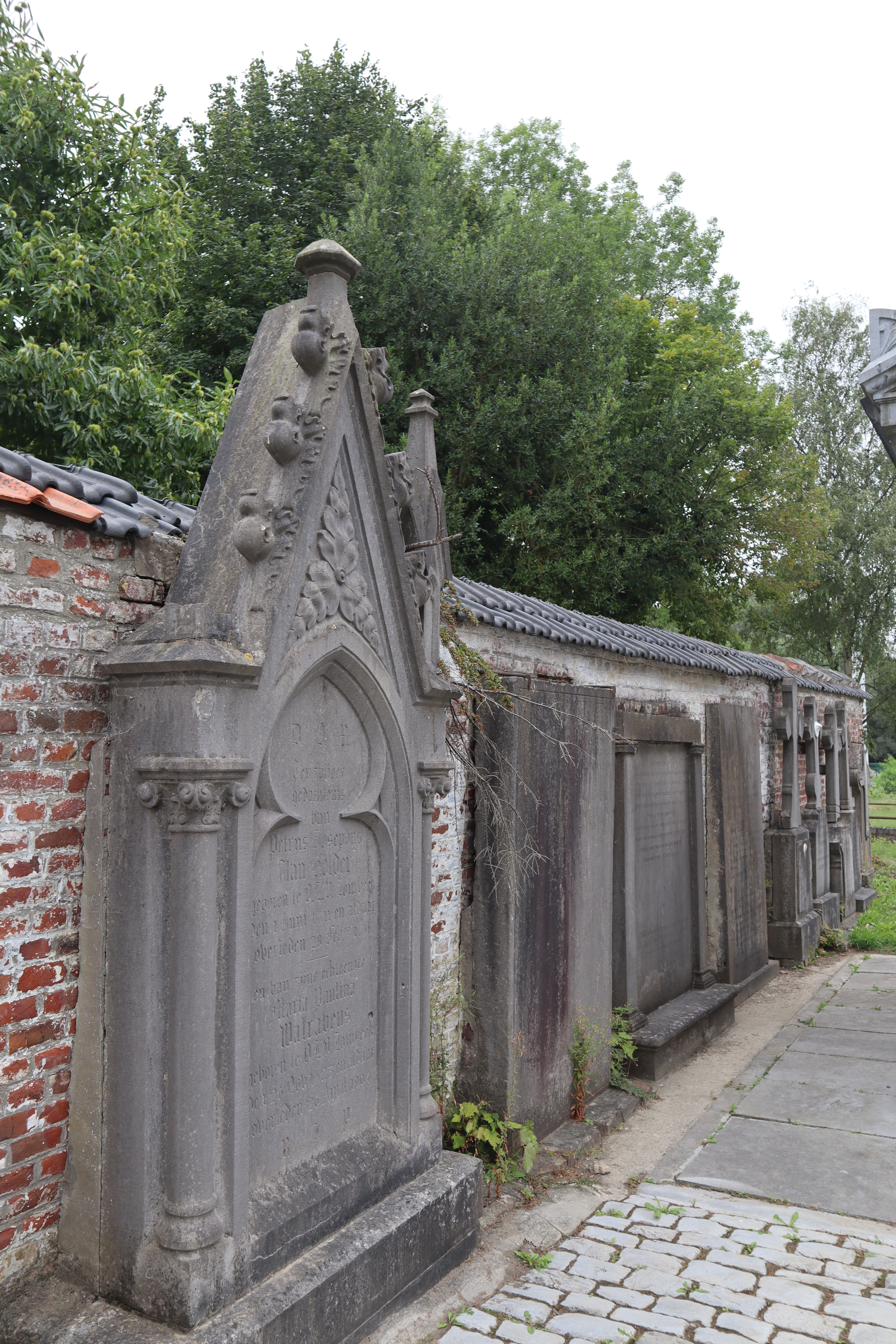
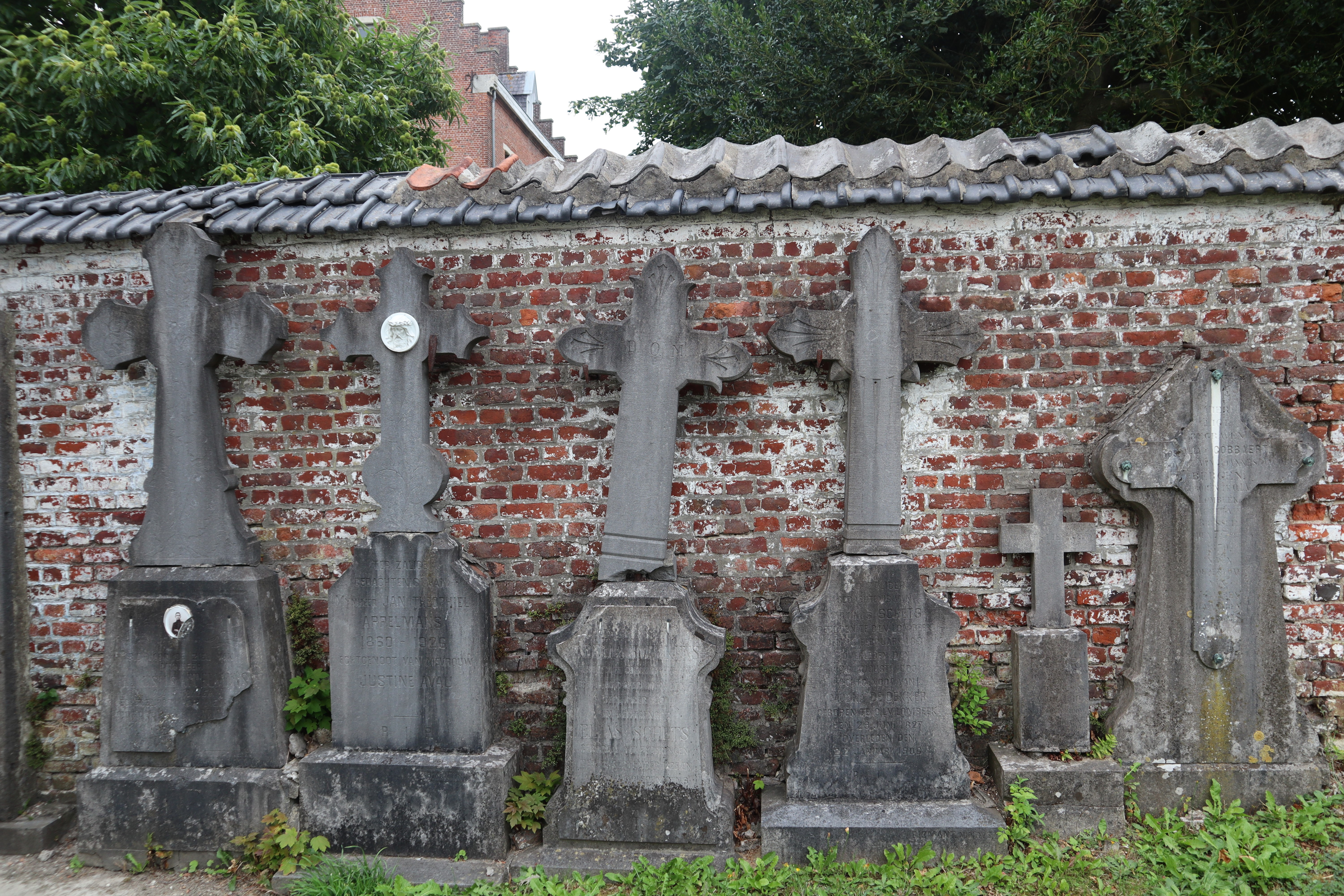
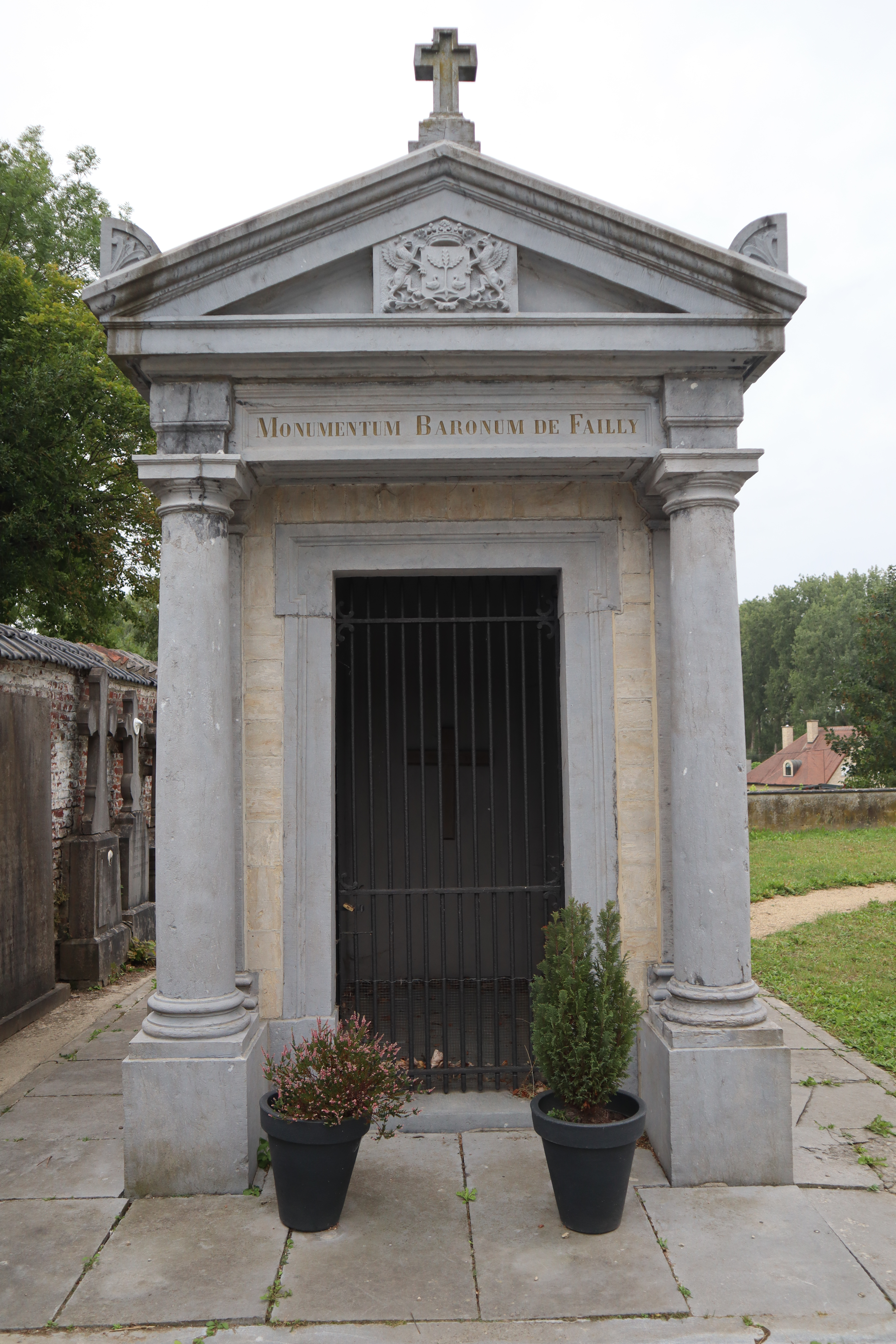

## Mariaretabel

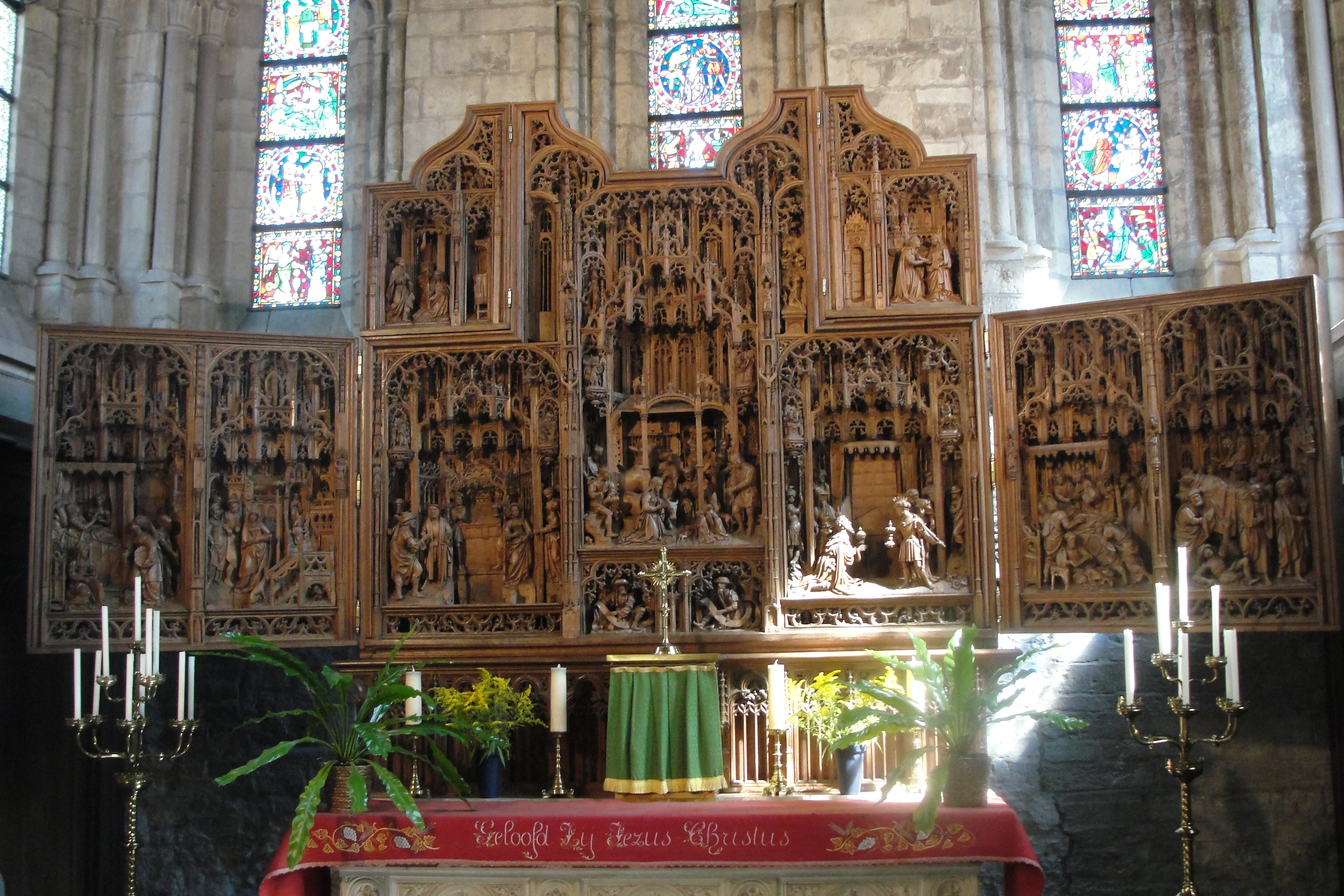
Retabel